# Eisenbahnersiedlung (Opladen)

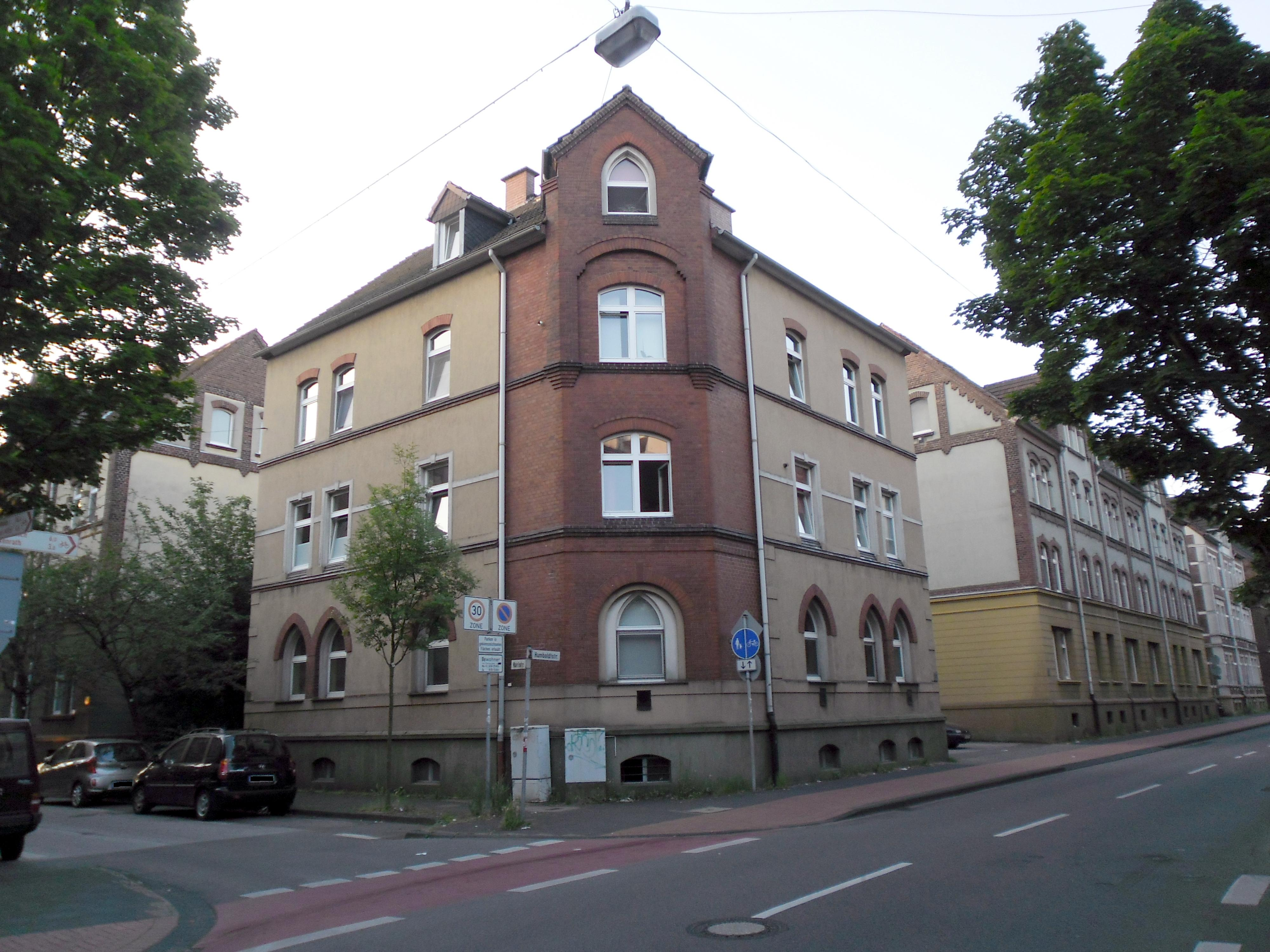
Eckhaus der Eisenbahnersiedlung

Die Eisenbahnersiedlung im Leverkusener Stadtteil Opladen ist eine Bauverein-Siedlung, bestehend aus Mehrfamilienhäusern in geschlossener Reihe mit rund 450 Wohnungen. Sie wurde zwischen 1903 und 1914 für das Ausbesserungswerk Opladen gebaut.

## Lage
Die Eisenbahnersiedlung umfasst folgende Häuser in Opladen:
- Adalbertstraße 1–10
- Bahnallee 4a, 6–16 (gerade Hausnummern)
- Humboldtstraße 73–97 (ungerade Hausnummern)
- Karlstraße 37–40
- Robert-Koch-Straße 1–19 (ungerade Hausnummern)
- Wilhelmstraße	33–38, 40

## Baustruktur und Ausstattung
Die Siedlung wurde im Stil eines reformierten Historismus mit wiederkehrenden Baudetails errichtet. In den unterschiedlichen Haustypen offenbaren sich die damaligen sozialen Verhältnisse und die Werkshierarchie der Bewohner.
Die Arbeiter-Wohnhäuser gehören zum Typ der sog. Geschoss- oder Großhaussiedlungen und bieten jeweils Raum für sechs bzw. zwölf Familien. Gemessen am Wohnstandard der damaligen Zeit waren die Wohnungen gut ausgestattet. Sie bestanden durchweg aus einer Wohnküche mit eingebautem Spül- und Besenraum, zwei Stuben sowie einem WC. Zu jeder Wohnung gehörten ein bis zwei Bodenkammern, ein Kellerraum und ein hinter dem Haus gelegener ca. 100 m² großer Nutzgarten. Darüber hinaus konnte eine Waschküche sowie ein Trockenspeicher gemeinschaftlich genutzt werden.

## Wiederaufbau nach dem Zweiten Weltkrieg
Die Bomben des Zweiten Weltkrieges hatten die Siedlung in Mitleidenschaft gezogen, jedoch konnten die Kriegsschäden bereits in den 1940er Jahren behoben werden. Beim Wiederaufbau wurden erhalten gebliebene Bauelemente wieder verwendet. Beschädigte Fundamente wurden in Stampfbeton neu gegossen, Holztreppen und Böden nach Möglichkeit beibehalten und die zu erneuernden sowie die vorhandenen Fassaden restauriert, bzw. ausgebessert. Die Wohnungsgrundrisse aus der Vorkriegszeit mit Küchenstube, Speisekammer, zwei Zimmern, Flur und WC wurden beibehalten.

## Städtebauliche Bedeutung
Die bis zum Ersten Weltkrieg vollständig bebaute Opladener Neustadt und die Eisenbahnersiedlung sind stilistisch und städtebaulich aufeinander bezogen. Für die Entwicklung der Stadt Opladen war die Anlage der Eisenbahnersiedlung nicht allein aus sozialer, sondern auch aus städtebaulicher Sicht von großer Bedeutung, da diese ungeachtet ihres eigenen Charakters durch Erscheinungsbild und Lage ihrer Bauten zu einem integrativen Bestandteil der Opladener Neustadt wurde, die das Stadtbild wesentlich veränderte.
Die Eisenbahnersiedlung gilt als Beispiel für die enge Verbindung von Siedlungsstruktur, Städtebau und Industrialisierung und als seltener Typ einer Entwicklungsreihe des Wohnungsbaus. Der hochqualitative Gestaltung, der gute historische Erhaltungszustand und die damit verbundene Anschaulichkeit architekturgeschichtlicher Prozesse begründen die Anerkennung der Eisenbahnersiedlung als ein bedeutsames Baudenkmal der Stadtgeschichte.

## Bauliche Vielfalt in Bildern

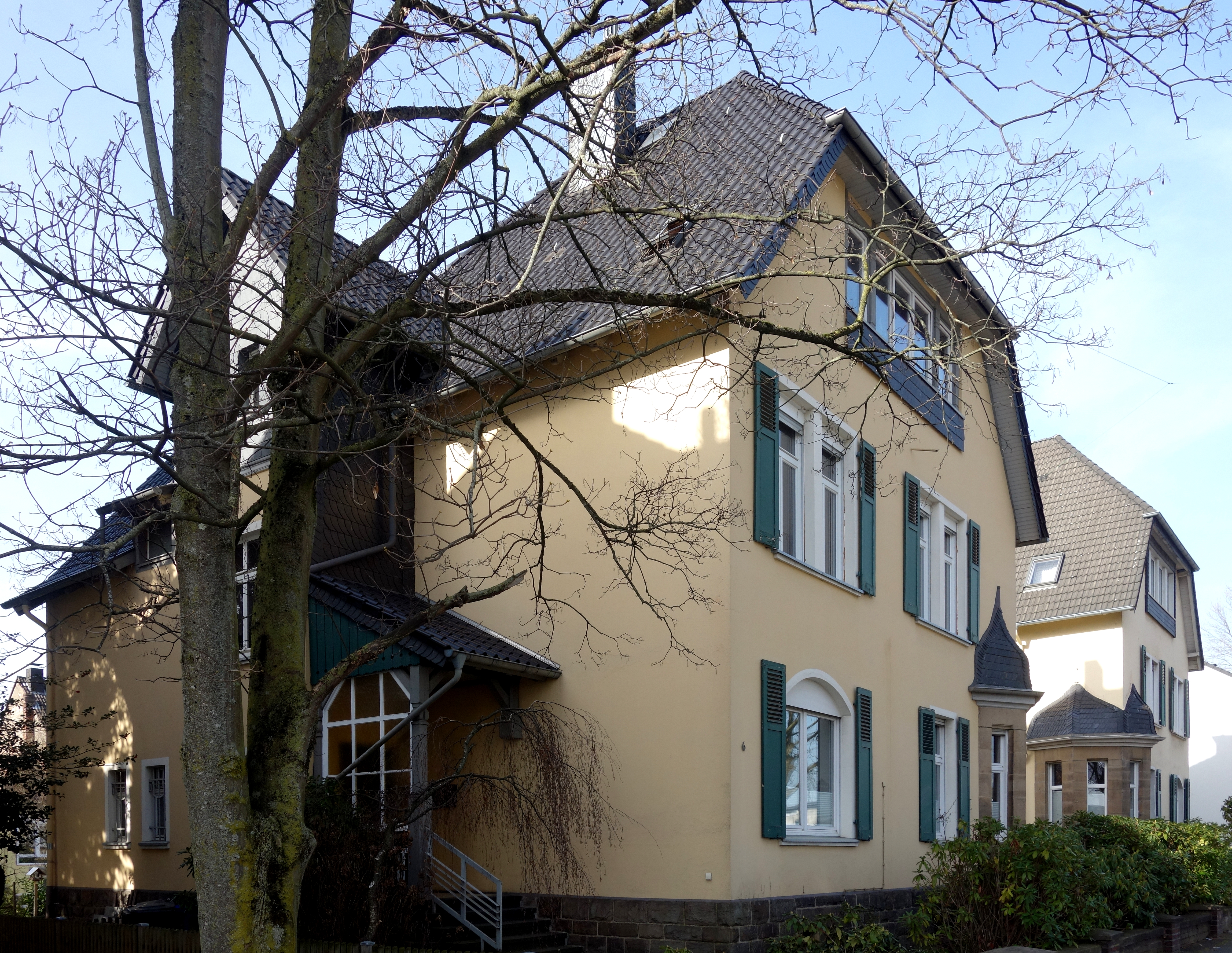
Bahnallee (vorderer Teil)
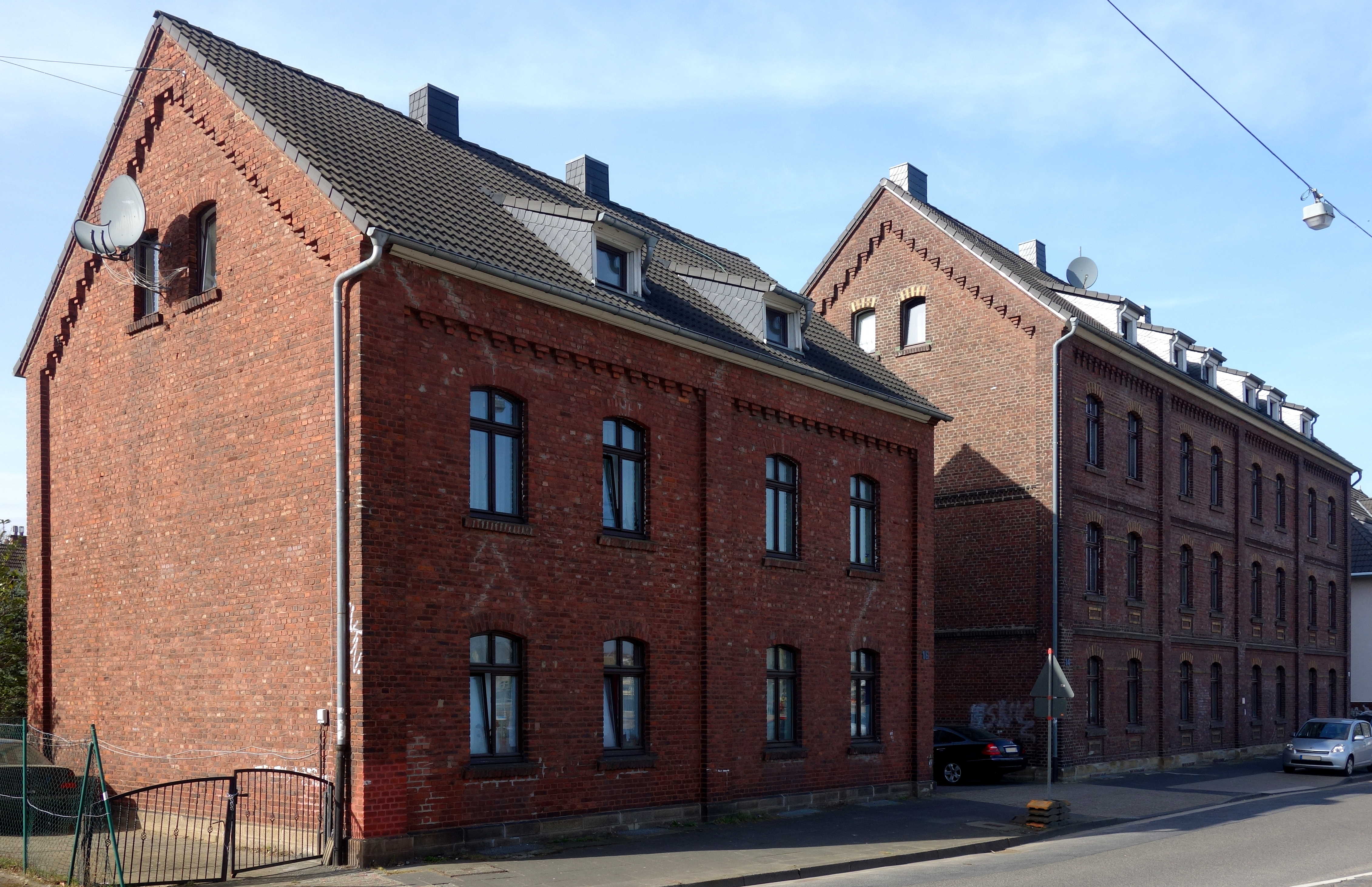
Bahnallee (hinterer Teil)
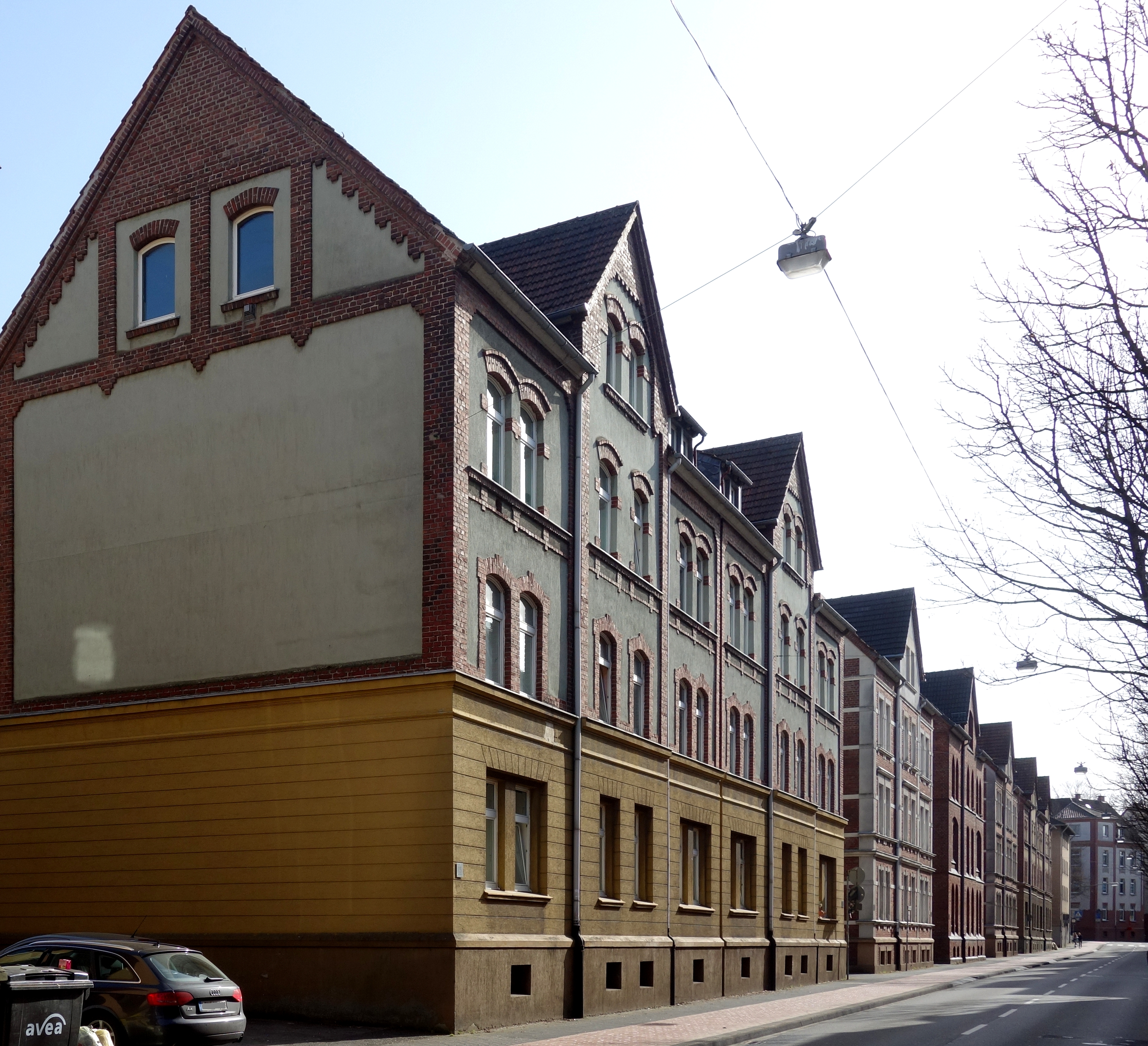
Humboldtstraße (vorderer Teil)
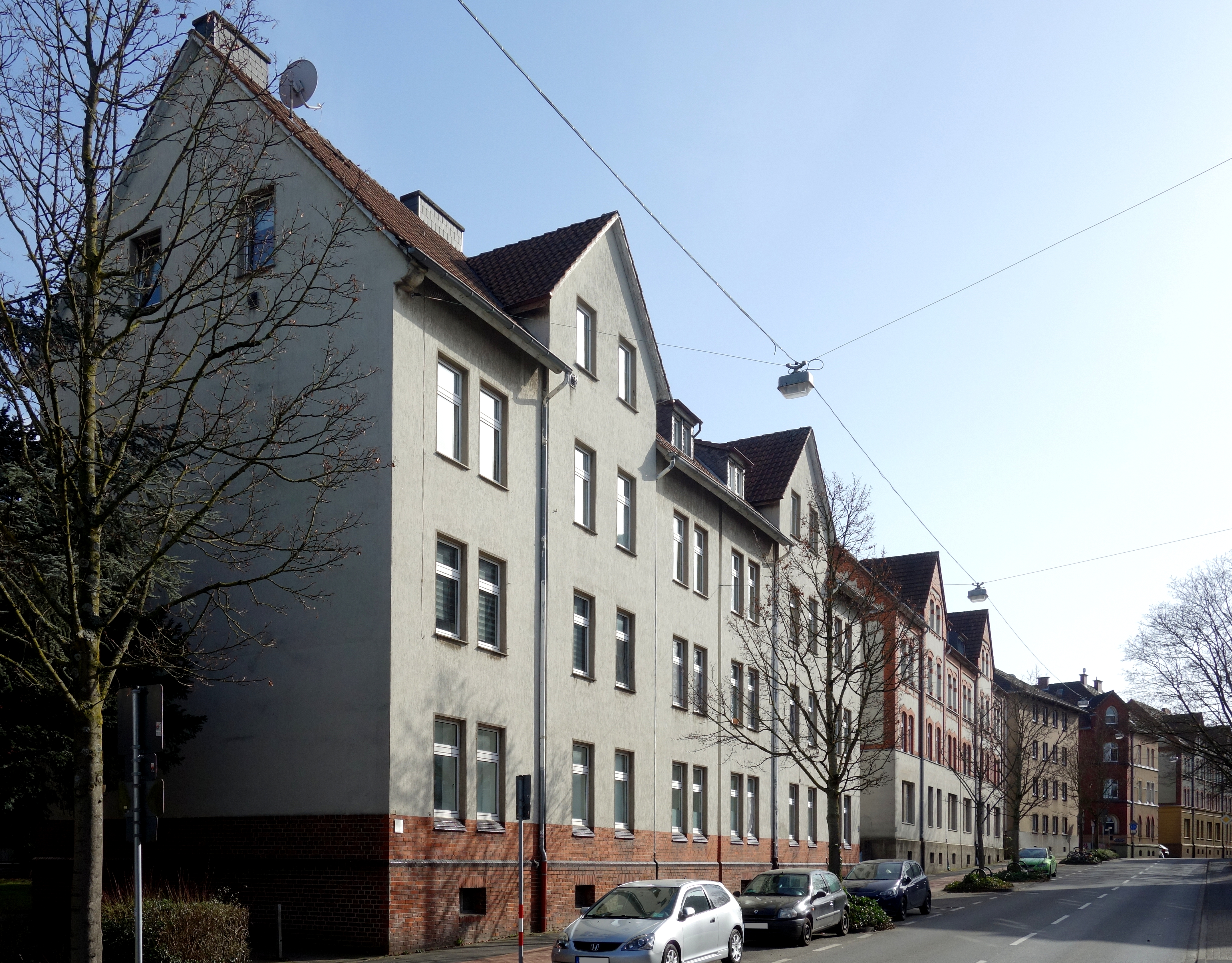
Humboldtstraße (hinterer Teil)
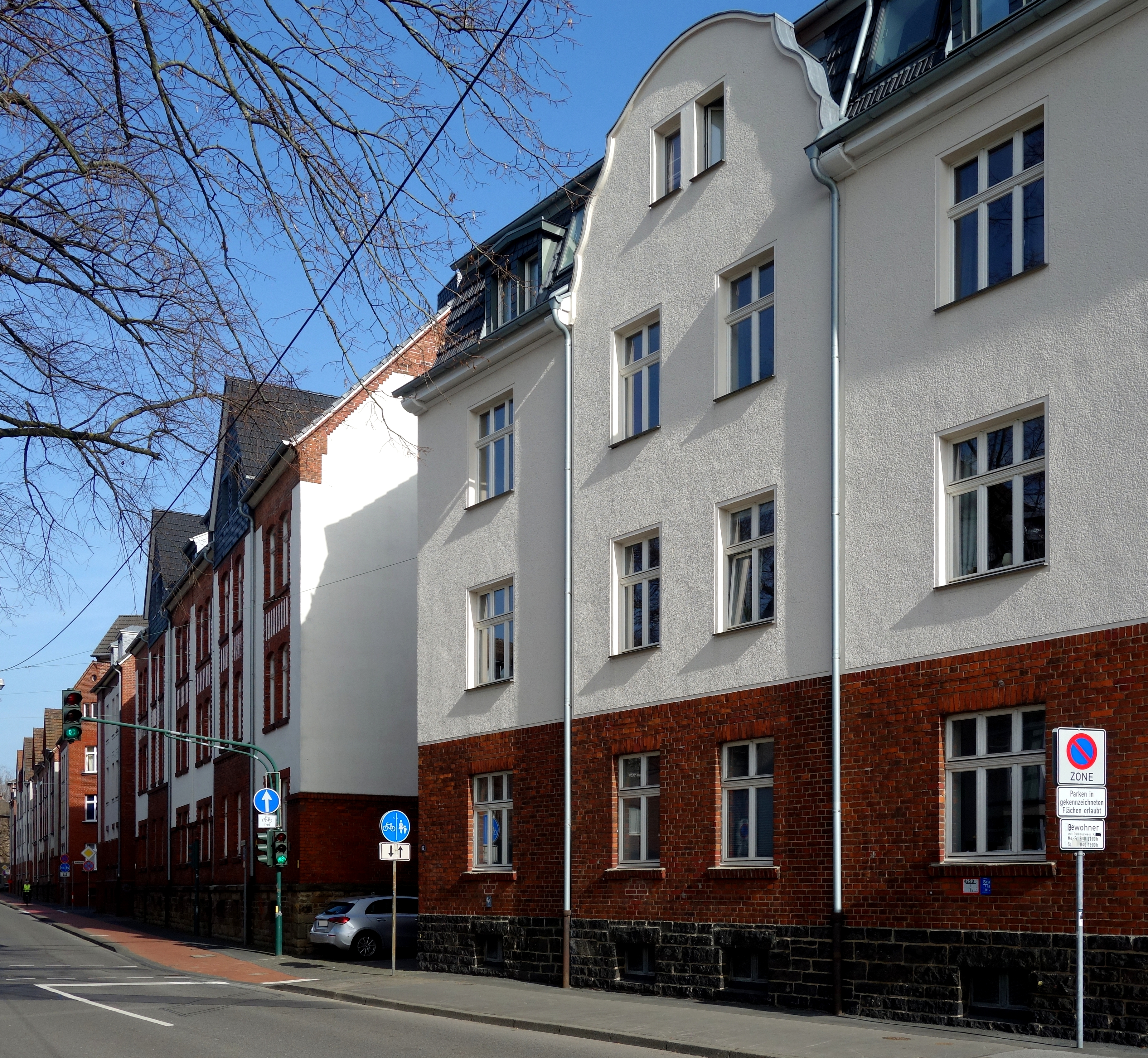
Robert-Koch-Straße

## Denkmalschutz
Die Opladener Eisenbahnersiedlung wurde am 29. August 1995 unter der Nummer 269 in die Liste der Baudenkmäler in Leverkusen eingetragen.